# Angela Buxton
Pour les articles homonymes, voir Buxton.
Angela Buxton épouse Silk (née le 16 août 1934 à Liverpool en Angleterre et morte le 14 août 2020 à Fort Lauderdale en Floride) est une joueuse de tennis britannique des années 1950.
En 1956, elle s'est imposée en double dames à Roland-Garros puis à Wimbledon, à chaque fois associée à l'Américaine Althea Gibson.
La même année, en simple, elle s'est également hissée en finale à Wimbledon, battue par Shirley Fry Irvin.

## Palmarès (partiel)

### Titre en simple dames
| No | Date       | Nom et lieu du tournoi     | Catégorie | Surface      | Finaliste            | Score         |  |
| -- | ---------- | -------------------------- | --------- | ------------ | -------------------- | ------------- |  |
| 1  | 08-07-1956 | Swedish Hard Court, Båstad |           | Terre (ext.) | Birgit Gullbrandsson | 3-6, 6-3, 6-4 |  |

### Finale en simple dames
| No | Date       | Nom et lieu du tournoi       | Catégorie | Surface      | Vainqueure  | Score    |          |
| -- | ---------- | ---------------------------- | --------- | ------------ | ----------- | -------- | -------- |
| 1  | 25-06-1956 | The Championships, Wimbledon | G. Chelem | Gazon (ext.) | Shirley Fry | 6-3, 6-1 | Parcours |

### Titres en double dames
| No | Date       | Nom et lieu du tournoi               | Catégorie | Surface      | Partenaire         | Finalistes                      | Score         |          |
| -- | ---------- | ------------------------------------ | --------- | ------------ | ------------------ | ------------------------------- | ------------- | -------- |
| 1  | 25-09-1955 | Pacific Coast Championships Berkeley |           | Dur (ext.)   | Angela Mortimer    | Shirley Bloomer Barbara Bradley | 7-5, 6-3      | Parcours |
| 2  | 15-05-1956 | Internationaux de France Paris       | G. Chelem | Terre (ext.) | Althea Gibson      | Darlene Hard Dorothy Knode      | 6-8, 8-6, 6-1 | Parcours |
| 3  | 25-06-1956 | The Championships Wimbledon          | G. Chelem | Gazon (ext.) | Althea Gibson      | Fay Muller Daphne Seeney        | 6-1, 8-6      | Parcours |
| 4  | 08-07-1956 | Swedish Hard Court Båstad            |           | Terre (ext.) | Milly Vagn-Nielsen | Alva Bjoerk Solveig Gustafsson  | 6-4, 6-3      |          |

### Finales en double dames
| No | Date       | Nom et lieu du tournoi       | Catégorie | Surface      | Vainqueures                         | Partenaire   | Score         |          |
| -- | ---------- | ---------------------------- | --------- | ------------ | ----------------------------------- | ------------ | ------------- | -------- |
| 1  | 06-06-1955 | Kent Championships Beckenham |           | Gazon (ext.) | Dora Kilian Hazel Redick-Smith      | Pat Hird     | 6-2, 6-0      | Parcours |
| 2  | 29-04-1956 | Italian Championships Rome   |           | Terre (ext.) | Mary Bevis Hawton Thelma Coyne Long | Darlene Hard | 6-4, 6-8, 9-7 | Parcours |

### Finale en double mixte
| No | Date       | Nom et lieu du tournoi               | Catégorie | Surface    | Vainqueures                   | Partenaire     | Score |          |
| -- | ---------- | ------------------------------------ | --------- | ---------- | ----------------------------- | -------------- | ----- | -------- |
| 1  | 25-09-1955 | Pacific Coast Championships Berkeley |           | Dur (ext.) | Barbara Bradley Enrique Morea | Gardnar Mulloy | 6-3   | Parcours |

## Parcours en Grand Chelem (partiel)
Si l’expression « Grand Chelem » désigne classiquement les quatre tournois les plus importants de l’histoire du tennis, elle n'est utilisée pour la première fois qu'en 1933, et n'acquiert la plénitude de son sens que peu à peu à partir des années 1950.

### En simple dames
| Année | Championnat d'Australie | Championnat d'Australie | Internationaux de France | Internationaux de France | Wimbledon       | Wimbledon        | US National | US National |
| ----- | ----------------------- | ----------------------- | ------------------------ | ------------------------ | --------------- | ---------------- | ----------- | ----------- |
| 1952  | -                       | -                       | -                        | -                        | 1er tour (1/64) | Valerie Lewis    | -           | -           |
| 1953  | -                       | -                       | -                        | -                        | 4e tour (1/8)   | Doris Hart       | -           | -           |
| 1954  | -                       | -                       | 1/4 de finale            | Maureen Connolly         | 4e tour (1/8)   | Maureen Connolly | -           | -           |
| 1955  | -                       | -                       | 3e tour (1/8)            | Dorothy Knode            | 1/4 de finale   | Beverly Baker    | -           | -           |
| 1956  | -                       | -                       | 1/2 finale               | Althea Gibson            | Finale          | Shirley Fry      | -           | -           |

À droite du résultat, l’ultime adversaire.

### En double dames
| Année | Championnat d'Australie | Championnat d'Australie | Internationaux de France      | Internationaux de France   | Wimbledon                  | Wimbledon                 | US National | US National |
| ----- | ----------------------- | ----------------------- | ----------------------------- | -------------------------- | -------------------------- | ------------------------- | ----------- | ----------- |
| 1954  | -                       | -                       | 1er tour (1/16) Gloria Butler | de Chambure C. Monnot      | 1/4 de finale Vera Dace    | A. Mortimer Anne Shilcock | -           | -           |
| 1955  | -                       | -                       | 1/2 finale A. Mortimer        | Beverly Baker Darlene Hard | 3e tour (1/8) Pat Hird     | A. Mortimer Anne Shilcock | -           | -           |
| 1956  | -                       | -                       | Victoire Althea Gibson        | Darlene Hard Dorothy Knode | Victoire Althea Gibson     | Fay Muller Daphne Seeney  | -           | -           |
| 1959  | -                       | -                       | -                             | -                          | 2e tour (1/16) Carole Webb | S. Armstrong M. O'Donnell | -           | -           |

Sous le résultat, la partenaire ; à droite, l’ultime équipe adverse.

### En double mixte
| Année | Championnat d'Australie | Championnat d'Australie | Internationaux de France   | Internationaux de France   | Wimbledon | Wimbledon | US National | US National |
| 1956  | -                       | -                       | 3e tour (1/8) T. Johansson | Pilar Barril Andrés Gimeno | -         | -         | -           | -           |

Sous le résultat, le partenaire ; à droite, l’ultime équipe adverse.